# 和泉市
和泉市（日语：／ Izumi shi */?）是位于大阪府南部（泉北地區）的行政區劃。轄區北部為平原，中部為丘陵，南部為和泉山脈；主要市區位於北部的平原區域。

## 人口
| 和泉市人口分布圖 |                                               |  |
| 和泉市與日本全國年齡別人口分布比較圖 （2005年資料） | 和泉市的年齡、男女別人口分布圖 （2005年資料） |  |
| ■紫色是和泉市 ■綠色是全国 | ■藍色是男性 ■紅色是女性                       |  |
| 和泉市人口變化 \| 1970年 \| 95,987人 \| \| \| 1975年 \| 118,237人 \| \| \| 1980年 \| 124,322人 \| \| \| 1985年 \| 137,641人 \| \| \| 1990年 \| 146,127人 \| \| \| 1995年 \| 157,300人 \| \| \| 2000年 \| 172,974人 \| \| \| 2005年 \| 177,856人 \| \| \| 2010年 \| 184,988人 \| \| \| 2015年 \| 186,109人 \| \| \| 2020年 \| 184,495人 \| \| |                                               |  |
| 資料來源：日本總務省統計中心提供之人口普查數據 |                                               |  |
| 1970年 | 95,987人                                      |  |
| 1975年 | 118,237人                                     |  |
| 1980年 | 124,322人                                     |  |
| 1985年 | 137,641人                                     |  |
| 1990年 | 146,127人                                     |  |
| 1995年 | 157,300人                                     |  |
| 2000年 | 172,974人                                     |  |
| 2005年 | 177,856人                                     |  |
| 2010年 | 184,988人                                     |  |
| 2015年 | 186,109人                                     |  |
| 2020年 | 184,495人                                     |  |

## 歷史
現在的和泉市轄區在令制國時代屬於和泉國和泉郡，位於西北部的主要市區在過去則為和泉國的國府，這部分區域在江戶時代大部分區域為一橋德川家的領地，另有部分區域為淀藩、小泉藩、岸和田藩、伯太藩的領地，其中伯太藩雖然主要轄區為北方的大鳥郡，但由於藩廳設於此地的伯太村，因此被命名為「伯太藩」，此地也成為伯太藩的政治中心。而東南部區域則主要屬於關宿藩及吉見藩的領地。
明治維新後，這些區域一度在1871年全數被整併至堺縣，但在1881年隨著堺縣被併入大阪府而成為大阪府的轄區。1889年實施町村制，現在的和泉市範圍在當時分屬：伯太村、國府村、鄉莊村、北池田村、南池田村、東橫山村、西橫山村、南橫山村、北松尾村、南松尾、信太村、南王子村共12個行政區劃；其中位於現在主要市區的伯太村、國府村、鄉莊村在1933年合併為和泉町，1956年和泉町與位於現在轄區東南部的行政區劃合併成立為和泉市，1960年再併入位於北部市區周邊的信太村及八坂町（由南王子村改制而成），形成現在和泉市的轄區範圍。

### 變遷表
| 1889年4月1日 | 1889年 - 1926年     | 1926年 - 1944年     | 1945年 - 1954年      | 1955年 - 1988年         | 1989年 - 现在 | 现在   |        |
| ------------ | ------------------- | ------------------- | -------------------- | ----------------------- | ------------- | ------ | ------ |
| 伯太村       | 伯太村              | 1933年4月1日 和泉町 | 1933年4月1日 和泉町  | 1956年9月1日 和泉市     | 和泉市        | 和泉市 | 和泉市 |
| 国府村       |                     | 1933年4月1日 和泉町 | 1933年4月1日 和泉町  | 1956年9月1日 和泉市     | 和泉市        | 和泉市 | 和泉市 |
| 乡庄村       |                     | 1933年4月1日 和泉町 | 1933年4月1日 和泉町  | 1956年9月1日 和泉市     | 和泉市        | 和泉市 | 和泉市 |
| 北池田村     |                     |                     |                      | 1956年9月1日 和泉市     | 和泉市        | 和泉市 | 和泉市 |
| 南池田村     |                     |                     |                      | 1956年9月1日 和泉市     | 和泉市        | 和泉市 | 和泉市 |
| 东横山村     | 1903年5月1日 横山村 | 1903年5月1日 横山村 | 1903年5月1日 横山村  | 1956年9月1日 和泉市     | 和泉市        | 和泉市 | 和泉市 |
| 西横山村     | 1903年5月1日 横山村 | 1903年5月1日 横山村 | 1903年5月1日 横山村  | 1956年9月1日 和泉市     | 和泉市        | 和泉市 | 和泉市 |
| 南横山村     |                     |                     |                      | 1956年9月1日 和泉市     | 和泉市        | 和泉市 | 和泉市 |
| 北松尾村     |                     |                     |                      | 1956年9月1日 和泉市     | 和泉市        | 和泉市 | 和泉市 |
| 南松尾村     |                     |                     |                      | 1956年9月1日 和泉市     | 和泉市        | 和泉市 | 和泉市 |
| 信太村       | 信太村              | 信太村              | 信太村               | 1960年8月1日 并入和泉市 | 和泉市        | 和泉市 | 和泉市 |
| 南王子村     | 南王子村            | 南王子村            | 1943年10月7日 八坂町 | 1960年8月1日 并入和泉市 | 和泉市        | 和泉市 | 和泉市 |

## 交通
西日本旅客鐵道阪和線由轄區西北側主要市區旁通過，和泉府中車站為市區最主要的車站；此外配合泉北新市鎮所建的泉北高速鐵道線也由堺市通往轄區中北部的新市鎮區域。但由於兩條鐵路路線並未通過轄內大部分地區，因此轄內交通主要仰賴南海巴士。

### 鐵路
- 西日本旅客鐵道（JR西日本）
  -  阪和線：（←高石市） - 北信太車站 - 信太山車站 - （泉大津市） - 和泉府中車站 - （忠岡町→）
- 泉北高速鐵道
  -  泉北高速鐵道線： （堺市） - 和泉中央車站

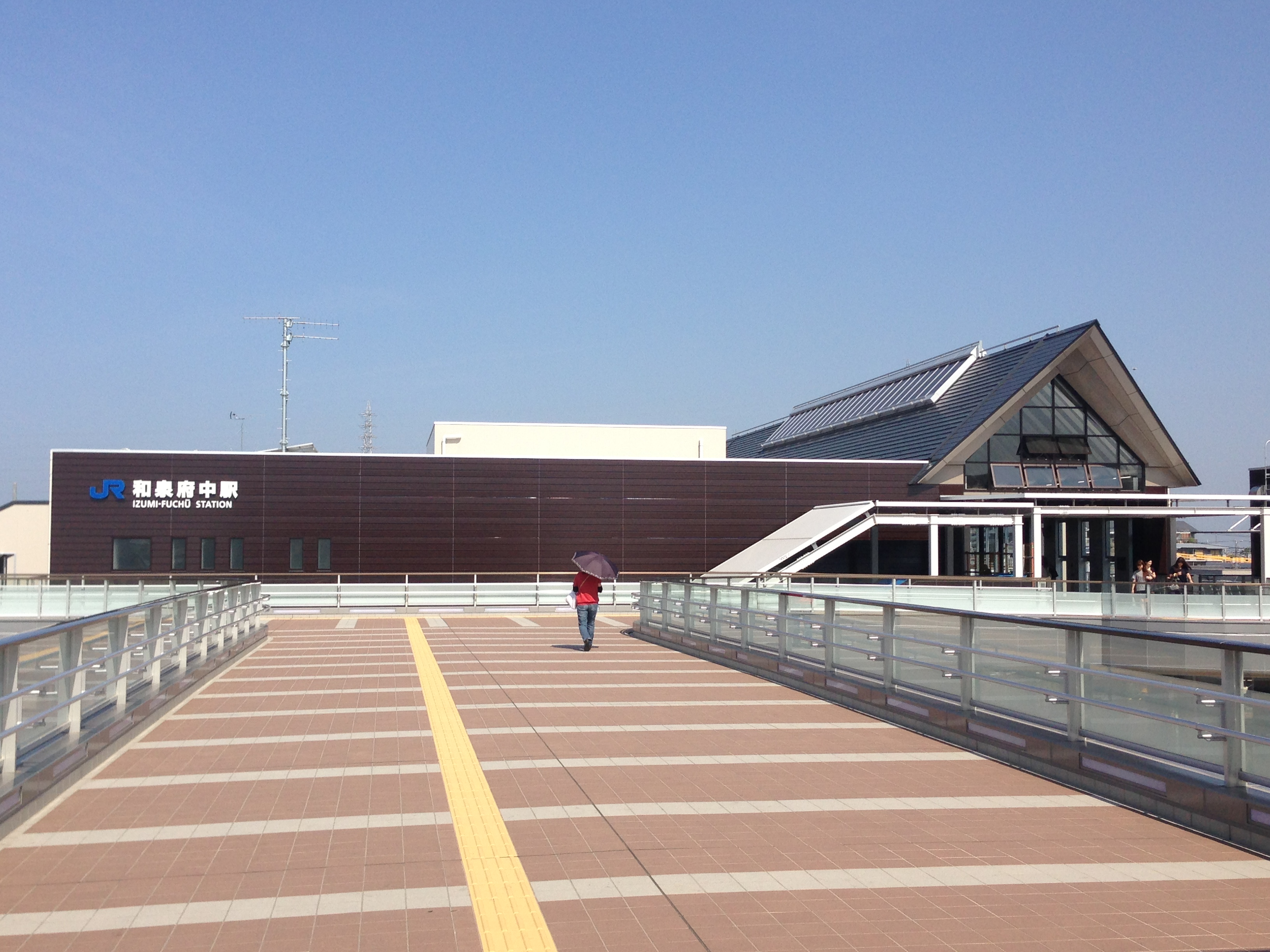
和泉府中車站
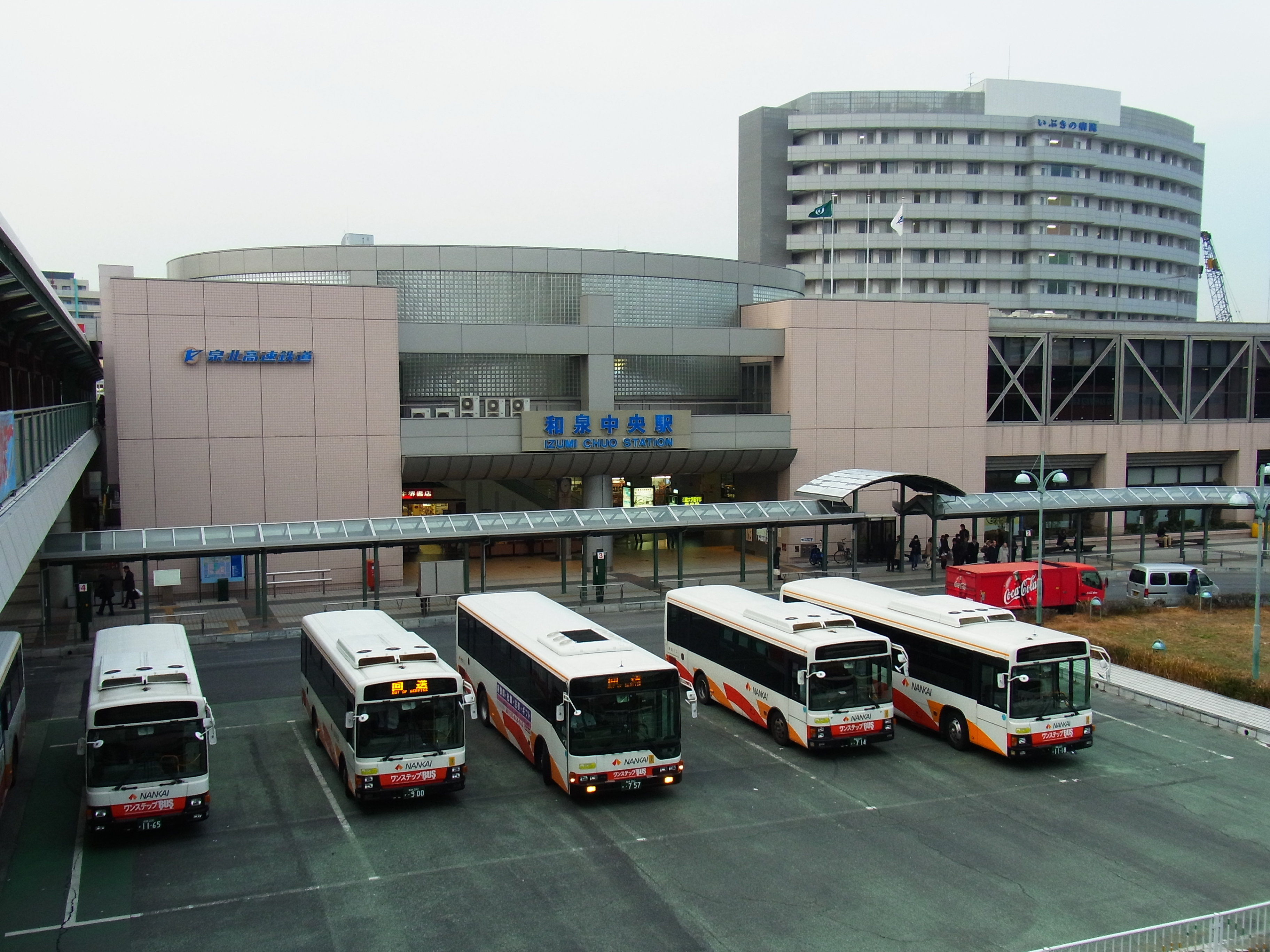
和泉中央車站

### 高速道路
- 阪和自動車道：（堺市） - 岸和田和泉交流道 - （岸和田市）

## 觀光資源

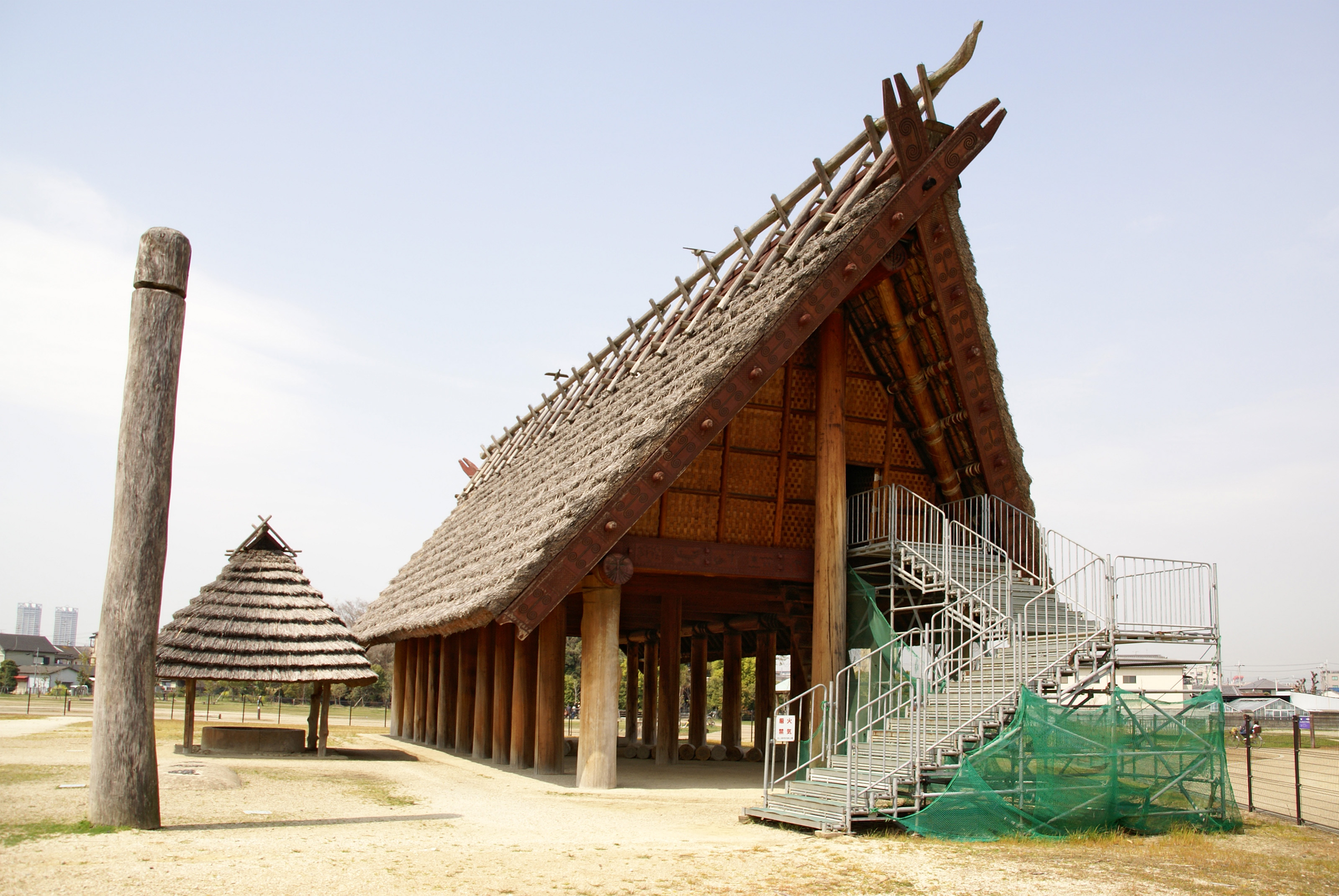
池上曾根遺跡史蹟公園

轄內的池上町地區發掘出池上、曾根遺跡，為彌生時代的環濠聚落，挖掘出的面積達60公頃，因此在此設有以此為主題的池上曾根遺跡史跡公園、大阪府立彌生文化博物館。

## 教育
轄內唯一的高等教育學校為桃山學院大學，成立於1959年，為日本圣公会所成立的私立學校。

## 姊妹、友好城市

### 日本
- 葛城町（和歌山縣伊都郡）
兩地於1988年6月22日締結為友好都市。

### 海外
- 南通市（中國江蘇省）
兩地於1993年4月24日締結為友好都市。
- 布隆明頓（英语：Bloomington, Minnesota）（美國明尼蘇達州亨內平郡）
兩地於1993年11月24日締結為友好都市。

## 本地出身之名人
- 山本富士子（日语：山本富士子）：女演員
- 桑原將志：職業棒球選手
- 立石充男：職業棒球選手
- 京口紘人（日语：京口紘人）：職業拳擊選手、国际拳击联合会最輕量級拳王
- 秋山準：職業摔角手

## 外部連結
- （日語） 大阪和泉市觀光導航（页面存档备份，存于）
- （日語） 和泉市的Facebook專頁
- （日語） 和泉市的X（前Twitter）